# Љеља
Љеља (слч. Leľa, мађ. Leléd) насељено је мјесто са административним статусом сеоске општине (слч. obec) у округу Нове Замки, у Њитранском крају, Словачка Република.

## Становништво
| Година:    | 1994. | 2004.   | 2014.    | 2024.   |
| ---------- | ----- | ------- | -------- | ------- |
| Број људи: | 376   | 400     | 323      | 318     |
| Разлика:   |       | +6,38 % | -19,25 % | -1,54 % |

| Година:    | 2023. | 2024.   |
| ---------- | ----- | ------- |
| Број људи: | 319   | 318     |
| Разлика:   |       | -0,31 % |

Према подацима о броју становника из 2011. године насеље је имало 364 становника.